# جیمز کانن
جیمز پَتریک کانن ‎(به انگلیسی: James Patrick Cannon)‏ (زادهٔ ۱۱ فوریه ۱۹۸۰ – درگذشتهٔ ۲۱ اوت ۱۹۷۴) سیاستمدار چپگرای اهل آمریکا و از بنیان‌گذاران حزب کمونیست آمریکا بود.
در دههٔ ۲۰، او تمایلات تروتسکیستی پیدا کرد و به هم‌راه سایر تروتسکیست‌ها، حزب کارگران سوسیالیست آمریکا را بنیان‌گذاری کرد.
شهرت او بخاطر طرح دفاعیاتش از سوسیالیسم در دادگاهی است که در آن نماینده دولت فدرال ایالات متحده آمریکا، او و ۱۸ تن از رهبران حزب و اتحادیه‌های کارگری آمریکا را به جرم توطئه و توسل به خشونت برای سرنگونی دولت آمریکا متهم می‌کند. بخشی از این اتهامات مربوط به آینده می‌شود. یعنی زمانی که متهمین توانسته باشند قدرت حکومتی را به دست گرفته باشند.
گرچه متهمین به زندان محکوم می‌شوند، اما موفق می‌شوند از غیرقانونی شدن حزب و مبارزاتشان جلوگیری کنند.